# 旺斯河畔吉尼库尔
旺斯河畔吉尼库尔（法語：Guignicourt-sur-Vence，法語發音：[ɡiɲikuʁ syʁ vɑ̃s]）是法国大東部大區阿登省的一个市镇，属于沙勒维尔-梅济耶尔区。

## 地理
旺斯河畔吉尼库尔（49°40'53"N, 4°39'7"E）面积9.44 平方千米，位于法国大東部大區阿登省，该省份为法国北部内陆省份，西接埃纳省，南至马恩省，东临默兹省，北与比利时接壤。
与旺斯河畔吉尼库尔接壤的市镇（或旧市镇、城区）包括：布尔济库尔、旺斯河畔尚皮尼厄勒、格吕耶尔、蒙迪尼、旺斯河畔圣皮埃尔、图利尼、伊韦尔诺蒙。
旺斯河畔吉尼库尔的时区为UTC+01:00、UTC+02:00（夏令时）。

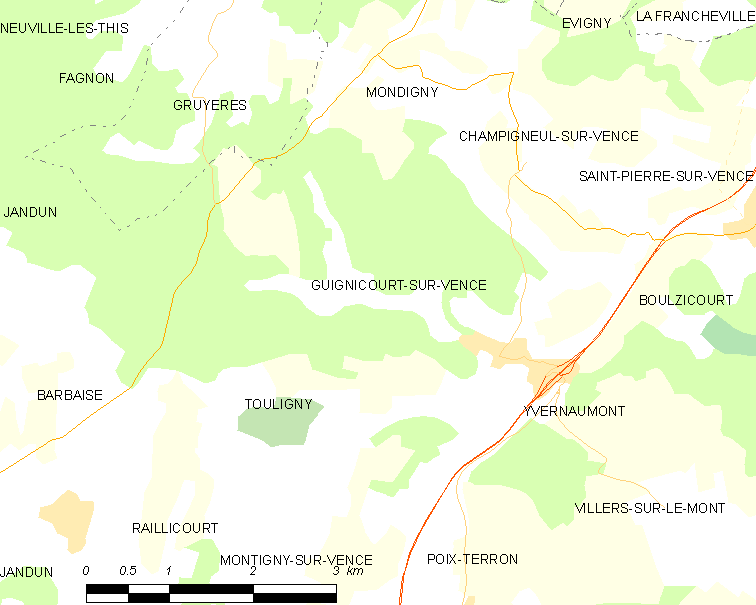
旺斯河畔吉尼库尔的OSM定位图

## 行政
旺斯河畔吉尼库尔的邮政编码为08430，INSEE市镇编码为08203。

## 政治
旺斯河畔吉尼库尔所属的省级选区为默兹河畔努维永县。

## 人口

1962-2008年间旺斯河畔吉尼库尔人口变化图示

旺斯河畔吉尼库尔于2022年1月1日时的人口数量为265人。